# 屯門醫院站
屯門醫院站（英語：Tuen Mun Hospital Stop）是香港輕鐵車站，代號090，屬單程車票第3收費區（元朗方向屬首個單程車票第3收費區），共有2個月台，位於屯門河西面，屯門醫院對出；現共有2條路線途經此站。

## 車站結構

### 車站樓層
| 地面              | 出口 | 屯門醫院 |   |  |
| 地面              | 月台 | \| 側式 · 開左邊车门 \| \| \| \| \| \| \| \| 輕鐵610綫往元朗（兆康） 輕鐵751綫往天逸（兆康） \| 1 \| \| \| \| 2 \| 輕鐵610綫往屯門碼頭（澤豐） 輕鐵751綫往友愛（澤豐） \| \| \| \| 側式 · 開左邊车门 \| \| \| \| \| |   |  |
| 地面              | 出口 | 屯門河、屯門河畔公園 |   |  |
| 側式 · 開左邊车门 |      | |   |  |
|                   |      | 輕鐵610綫往元朗（兆康） 輕鐵751綫往天逸（兆康） | 1 |  |
|                   | 2    | 輕鐵610綫往屯門碼頭（澤豐） 輕鐵751綫往友愛（澤豐） |   |  |
| 側式 · 開左邊车门 |      | |   |  |

### 車站月台
- 第一個設置長椅的車站，方便年長乘客。而現已推行至所有車站。
- 第一個特別為方便醫院而興建的車站。

### 車站周邊
- 屯門醫院
- 屯門河畔長廊
- 屯門醫院日間醫療中心
- 青山公路(新墟)公園

## 外部連結
- 港鐵公司 - 輕鐵街道圖 （页面存档备份，存于）
- 港鐵公司 - 輕鐵行車時間表 （页面存档备份，存于）